# Eibau
Eibau là một đô thị trong huyện Görlitz, bang tự do Sachsen, nước Đức. Đô thị Eibau có diện tích 17,37 km², dân số thời điểm ngày 31 tháng 12 năm 2005 là 4846 người.